# 김학균
김학균(1996년 3월 12일~)은 대한민국의 컬링 선수이다. 경상북도체육회 소속으로 활동하고 있다.